# Куинн, Эйлин
Эйлин Куинн (англ. Aileen Quinn, род. 28 июня 1971) — американская актриса и певица.
Родилась в Ярдли, штат Пенсильвания. Актёрскую карьеру начала с участия в театральных постановках в местом театре. На киноэкранах дебютировала в 1982 году в семейном мюзикле режиссёра Джона Хьюстона «Энни», роль в котором принесла ей номинацию за лучшую женскую роль на «Золотой глобус», и одновременно победу в номинации за худшую женскую роль второго плана на «Золотую малину». В том же году выпустила свой первый и единственный музыкальный альбом «Bobby’s Girl». В последующие годы на киноэкранах почти не появлялась, посвятив себя работе в театре и музыкальной карьере.

## Награды
- «Золотая малина» 1982 — Худшая женская роль второго плана («Энни»)